# نگرشت
شهر نگرشت (به رومانیایی: Negreşti) در شهرستان واسلوئی در کشور رومانی واقع شده‌است. جمعیت این شهر ۱۰٬۴۸۱ نفر  است.